# Karl von Macchio
Karl von Macchio (Hermannstadt, 23 febbraio 1859 – Vienna, 1º aprile 1945) è stato un diplomatico e nobile austriaco.

## Biografia
Nato ad Hermannstadt (attuale Sibiu) il 23 febbraio 1859, Karl von Macchio era di nobile famiglia originaria della Lombardia.
Dopo aver studiato legge, si pose al servizio del ministero degli esteri austriaco dal 1881 e prestò servizio presso le legazioni di Costantinopoli, Bucarest, San Pietroburgo e Belgrado.
Nel 1899, venne nominato ministro plenipotenziario a Cetinje e dal 1903 venne trasferito ad Atene succedendo al barone István Burián, futuro ministro degli esteri austriaco. Nel 1907, divenne membro della delegazione austro-ungarica alla seconda conferenza di pace di Le Hague. Nel 1908 venne nominato consigliere privato dell'imperatore.
Nel gennaio del 1909, il barone von Macchio venne nominato dal conte Alois Lexa von Aehrenthal, il quale lo considerava un "esperto delle questioni balcaniche", quale capo della seconda sezione al Ballhausplatz. Succedette al barone Ladislaus Müller von Szentgyörgy che era stato promosso sottosegretario. Nel 1912 gli succedette in quella posizione. Durante la crisi di luglio del 1914, fu uno dei più stretti collaboratori del ministero degli esteri conte Leopold Berchtold, ma ebbe un ruolo più marginale nel gabinetto di governo del conte von Hoyos.
Con lo scoppio della prima guerra mondiale, von Macchio venne inviato a Roma l'11 agosto 1914 come "ambasciatore speciale" per supportare l'ambasciatore Mérey durante la sua malattia. Egli fu de facto ambasciatore della legazione austriaca in Italia, pur rimanendo Mérey in carica. La sua missione a Roma era quella di impedire che l'Italia entrasse in guerra al fianco della Triplice Intesa, ma col passare dell'autunno divenne ormai chiaro che ciò che l'ambasciata austro-ungarica poteva fare nella politica della penisola era quello di ritardare l'entrata in guerra dell'Italia, ormai decisamente schierata con gli alleati.
Nel gennaio del 1915 il barone von Macchio, supportato dall'ambasciatore tedesco a Roma l'ex cancelliere Bernhard von Bülow, cercò di persuadere il ministro degli esteri austriaco conte Berchtold a cedere il Trentino all'Italia per evitare l'entrata in guerra. Col montare della pressione sul conte Berchtold per procedere in questa direzione, questi alla fine si dimise dal proprio incarico.
Con la dichiarazione di guerra dell'Italia il 23 maggio 1915, il barone von Macchio fece ritorno a Vienna, dove continuò le sue funzioni di capo della prima sezione del ministero degli esteri sino al gennaio del 1917. Dopo la guerra, lavorò come membro dello staff della redazione del Neue Freie Presse, noto giornale viennese che si occupava di affari internazionali.
Il principe von Bülow e Matthias Erzberger incolparono il barone von Macchio del fallimento dei negoziati che avrebbero dovuto impedire l'ingresso in guerra dell'Italia contro l'Austria, ma von Macchio spiegò nelle sue memorie i motivi per cui questo non era stato possibile.
Morì a Vienna il 1º aprile 1945.

## Opere
- Wahrheit! Fürst Bülow und ich in Rom, 1914/1915, Vienna, Jung Österreich verlag, 1931.
- 'Momentbilder aus der Julikrise 1914', Berliner Monatshefte, no. 14, 1936, pp. 763–788.